# دونالد آدم هارتمان
دونالد آدم هارتمان هو سياسي كندي، ولد في 3 أغسطس 1929 في كالغاري في كندا، وتوفي بنفس المكان في 5 يوليو 1996. انتخب عمدة كالغاري ‏.